# Cattleya dukeana
Cattleya dukeana är en orkidéart som beskrevs av Heinrich Gustav Reichenbach. Cattleya dukeana ingår i släktet Cattleya och familjen orkidéer. Inga underarter finns listade i Catalogue of Life.